# Campionati europei di atletica leggera 2014 - 200 metri piani maschili
I 200 metri piani maschili ai Campionati europei di atletica leggera 2014 si sono svolti tra il 14 ed il 15 agosto 2014 presso lo Stadio Letzigrund di Zurigo in Svizzera.

## Risultati

### Batterie
Si qualificano in semifinale i primi 3 di ogni gruppo (Q) e i quattro atelti con il miglior tempo (q).
| Class. | Gruppo | Corsia | Nome                        | Nazione       | Tempo | Note             |
| ------ | ------ | ------ | --------------------------- | ------------- | ----- | ---------------- |
| 1      | 4      | 6      | Adam Gemili                 | Gran Bretagna | 20.39 | Q                |
| 2      | 2      | 4      | Christophe Lemaitre         | Francia       | 20.43 | Q                |
| 3      | 1      | 5      | Serhiy Smelyk               | Ucraina       | 20.49 | Q                |
| 4      | 4      | 4      | Fausto Desalu               | Italia        | 20.55 | Q,               |
| 4      | 2      | 2      | James Ellington             | Gran Bretagna | 20.55 | Q                |
| 6      | 1      | 6      | Ramil Guliyev               | Turchia       | 20.59 | Q                |
| 7      | 4      | 8      | Churandy Martina            | Paesi Bassi   | 20.60 | Q,               |
| 8      | 2      | 7      | Alex Wilson                 | Svizzera      | 20.61 | Q,               |
| 9      | 3      | 6      | Daniel Talbot               | Gran Bretagna | 20.63 | Q                |
| 10     | 3      | 2      | Lykourgos-Stefanos Tsakonas | Grecia        | 20.64 | Q                |
| 11     | 3      | 8      | Diego Marani                | Italia        | 20.65 | Q                |
| 12     | 1      | 8      | Ben Bassaw                  | Francia       | 20.68 | Q                |
| 13     | 4      | 1      | Alex-Platini Menga          | Germania      | 20.71 | q                |
| 14     | 1      | 3      | Robin Erewa                 | Germania      | 20.72 | q                |
| 15     | 1      | 4      | Sergio Ruiz                 | Spagna        | 20.73 | q,               |
| 16     | 3      | 4      | Karol Zalewski              | Polonia       | 20.76 | q                |
| 17     | 4      | 7      | Jaysuma Saidy Ndure         | Norvegia      | 20.78 |                  |
| 18     | 2      | 8      | Johan Wissman               | Svezia        | 20.82 |                  |
| 19     | 1      | 7      | Enrico Demonte              | Italia        | 20.90 |                  |
| 20     | 3      | 3      | Nil de Oliveira             | Svezia        | 20.93 |                  |
| 21     | 4      | 5      | Jonathan Åstrand            | Finlandia     | 21.03 |                  |
| 21     | 3      | 5      | Kevin Moore                 | Malta         | 21.03 | Record nazionale |
| 23     | 3      | 1      | Marek Niit                  | Estonia       | 21.04 |                  |
| 24     | 2      | 3      | İzzet Safer                 | Turchia       | 21.06 |                  |
| 25     | 4      | 3      | Joel Burgunder              | Svizzera      | 21.24 |                  |
| 26     | 2      | 6      | David Lima                  | Portogallo    | 21.25 |                  |
| 27     | 3      | 7      | Jan Žumer                   | Slovenia      | 21.47 |                  |
| 28     | 1      | 1      | Petar Kremenski             | Bulgaria      | 21.75 |                  |
| 29     | 1      | 2      | Riste Pandev                | Macedonia     | 21.96 |                  |
| 30     | 4      | 2      | Mikel de Sa                 | Andorra       | 22.54 |                  |
| 31     | 2      | 5      | Fabian Haldner              | Liechtenstein | 23.06 |                  |
| -      | 2      | 1      | Julian Reus                 | Germania      | dns   |                  |

### Semifinali
Si qualificano in finale i primi 3 di ogni semifinale (Q) e gli atleti con i 2 tempi migliori (q).
| Class. | Gruppo | Corsia | Nome                        | Nazione       | Tempo | Note |
| ------ | ------ | ------ | --------------------------- | ------------- | ----- | ---- |
| 1      | 2      | 6      | Adam Gemili                 | Gran Bretagna | 20.23 | Q    |
| 2      | 1      | 5      | Christophe Lemaitre         | Francia       | 20.26 | Q    |
| 3      | 1      | 3      | Serhiy Smelyk               | Ucraina       | 20.32 | Q,   |
| 4      | 1      | 7      | Diego Marani                | Italia        | 20.36 | Q,   |
| 5      | 1      | 4      | Ramil Guliyev               | Turchia       | 20.38 | q,   |
| 6      | 2      | 7      | Churandy Martina            | Paesi Bassi   | 20.40 | Q,   |
| 7      | 2      | 5      | Lykourgos-Stefanos Tsakonas | Grecia        | 20.40 | Q,   |
| 8      | 2      | 1      | Karol Zalewski              | Polonia       | 20.52 | q    |
| 8      | 1      | 6      | James Ellington             | Gran Bretagna | 20.52 |      |
| 10     | 2      | 8      | Ben Bassaw                  | Francia       | 20.62 |      |
| 11     | 2      | 3      | Daniel Talbot               | Gran Bretagna | 20.62 |      |
| 12     | 2      | 4      | Fausto Desalu               | Italia        | 20.73 |      |
| 13     | 1      | 8      | Alex Wilson                 | Svizzera      | 20.76 |      |
| 14     | 1      | 1      | Robin Erewa                 | Germania      | 20.82 |      |
| 15     | 1      | 2      | Sergio Ruiz                 | Spagna        | 20.85 |      |
| 16     | 2      | 2      | Alex-Platini Menga          | Germania      | 20.89 |      |

### Finale

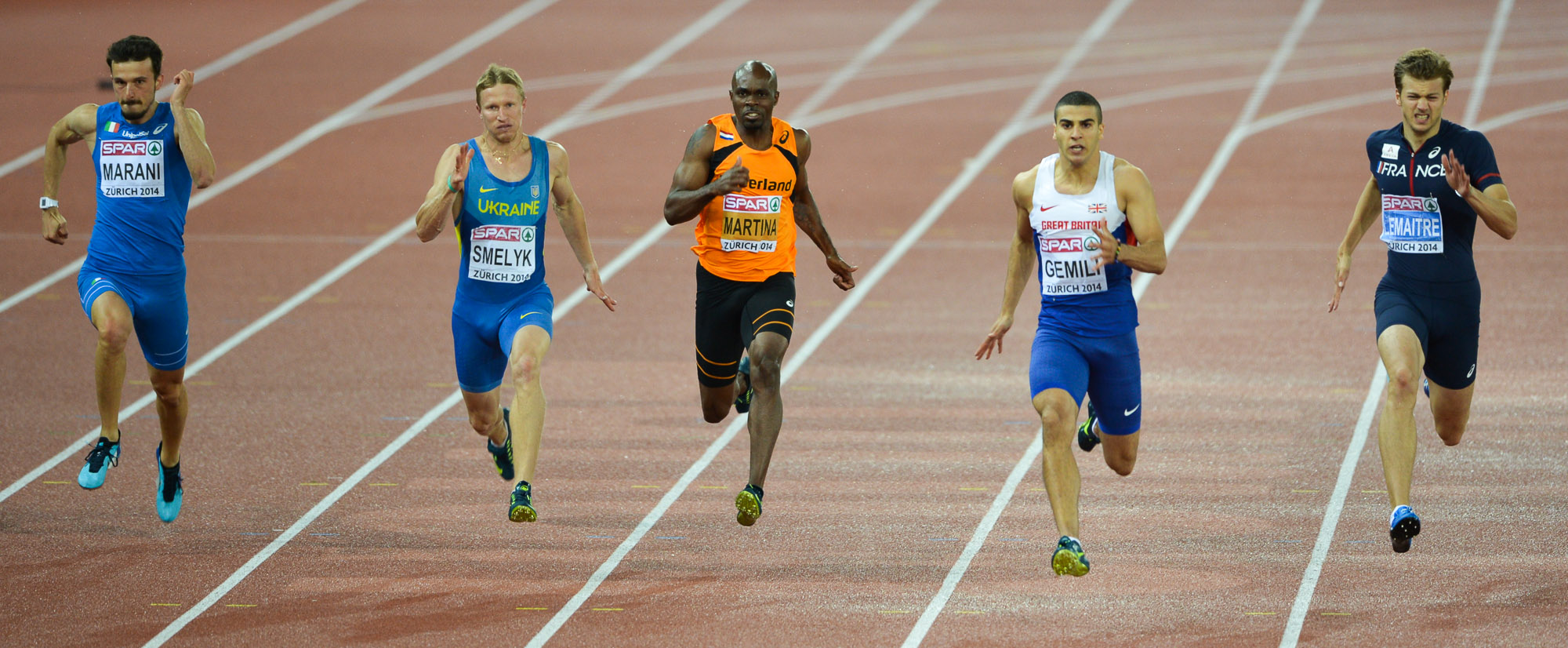
La finale

Vento: -1.6 m/s
| Class.  | Corsia | Nome                        | Nationalità   | Tempo | Note                                     |
| ------- | ------ | --------------------------- | ------------- | ----- | ---------------------------------------- |
| Oro     | 4      | Adam Gemili                 | Gran Bretagna | 19.98 | EL                                       |
| Argento | 3      | Christophe Lemaitre         | Francia       | 20.15 |                                          |
| Bronzo  | 6      | Serhiy Smelyk               | Ucraina       | 20.30 | Miglior prestazione personale            |
| 4       | 5      | Churandy Martina            | Paesi Bassi   | 20.37 | Miglior prestazione personale stagionale |
| 5       | 7      | Diego Marani                | Italia        | 20.43 |                                          |
| 6       | 1      | Ramil Guliyev               | Turchia       | 20.48 |                                          |
| 7       | 8      | Lykourgos-Stefanos Tsakonas | Grecia        | 20.53 |                                          |
| 8       | 2      | Karol Zalewski              | Polonia       | 20.58 |                                          |